# 오로라역 (온타리오주)
오로라역(Aurora Station)은 캐나다 온타리오주 오로라에 위치한 GO 트랜싯의 통근열차 노선인 배리선의 정차역이다. 웰링턴 스트리트와 영과 베이뷰 사이에 있는 이 역은 GO 트랜싯의 통근열차, 요크 지역 교통의 버스, 뉴마켓 버스 터미널과 유니언역 버스 터미널을 연결하는 GO 트랜싯 버스가 정차한다.

## 위치
오로라역은 메트로링스가 소유하는 뉴마켓선 29.9 마일 (48.1 km) 지점에 위치해있으며, 북쪽으로 뉴마켓역, 남쪽으로 킹시티역 사이에 위치해있다.

## 역사
오로라역은 1853년 5월 16일에 온타리오, 심코, 휴론 철도 (Ontario, Simcoe & Huron Railway)가 토론토에서 북쪽으로 콜링우드까지 철도 노선을 공사하면서 개통하였다. 개통 당시 역 건물의 사진은 존재하지 않지만 다른 역사와 같이 단순한 목재 건물이었을 것으로 추정된다. 개통 당시에는 토론토와 오로라 (당시에는 매첼스코너스)까지만 운행했지만 노선은 이듬해에 콜링우드까지 연장되었다. 온타리오, 심코, 휴론 철도는 이후 1859년에 캐나다 북부 철도 (National Railway of Canada)로 재편되었다. 1860년에는 웨일스 공을 태운 열차가 오로라에 잠시 멈춰 급유하였고, 오로라역은 왕자의 도착을 앞두고 장식된 모습에 왕자로부터 좋은 평을 얻었다.
오로라역의 소유주는 19세기 말과 20세기 초에 몇 차례 바뀌었다. 1879년 6월, 노던 철도는 해밀턴 & 북서부 철도 (Hamilton & North-Western Railway)가 통합하여 북부 & 북서부 철도 (Northern & North Western Railway)가 되었다. 이 노선의 궤간은 1851년에 캐나다 정부가 정했던 1,676.4mm였지만, 1870년대에 들어서서 스티븐슨 게이지로 알려진 1435mm 궤간이 대세가 되면서 이 노선도 토론토에서 오로라를 거쳐 그레이븐허스트까지 1881년 7월 9일에 표준궤인 1,435mm로 변경되었다. 궤간이 변경된 지 몇 년이 지난 1888년, 북부 & 북서부 철도는 그랜드트렁크 철도가 인수하였고, 1893년에 들어서서 하루 8편의 여객열차가 정차하였다.
오로라역에 별도로 있는 화물창고 건물은 방화로 추정되는 화재로 소실되었다. 1895년 7월 24일, 방화범이 창고 건물에 불을 지르려 하였지만 실패하였다. 같은 해 8월 19일, 두 번째 시도에서 창고 건물이 불길에 휩싸였고 건물은 곧 전소되었다. 한편 그랜드트렁크는 기존에 노후한 철도역을 현대화하는 공사를 진행하고 있었기 때문에 기존 역 건물을 화물창고로 쓰고 새로운 역 건물을 짓기로 하였다. 신역사는 1896년에 개통하였지만 지역 주민들은 반발하였다. 1896년에 개통했던 역은 온타리오주 앨빈스턴에 지어진 철도역과 같았는데, 지역 주민들이 이용하기엔 역이 너무 협소하였다. 지역 주민들의 반발을 수용해 그랜드트렁크는 1900년에 한 차례 더 역을 확장하였다. 신역사에는 북쪽, 남쪽과 서쪽에 모임 지붕과 박공이 있는 직사각형 모양의 건물로 평판의 가로결이 다음 층의 같은 이음매와 일직선이 되게 외벽에 가로 댄 미늘판자벽 시공법을 채택하였다. 벽면보다 밖으로 튀어나온 내닫이창이 선로를 향해 역무원이 역무실로부터 선로 양방향을 바라볼 수 있도록 하였다. 같은 시기에 증기 기관차의 연료가 되는 물을 공급해주는 급수탑이 지어졌으며, 승강장 양쪽 끝에 있는 스탠드파이프까지 지하로 연결된다. 급수 작업은 증기 기관차의 운행이 중단되면서 이에 따라 급수 시설도 철거되었다. 1913년에 들어서서는 오로라역에 하루 14대의 열차가 정차하였다.
그랜드트렁크 철도는 20세기 초반에 재정난으로 1923년에 공기업인 캐나다 내셔널 철도에 인수되었다. 20세기 중반에 자가용이 성행하면서, 승객 수도 급격하게 감소하였다. 승객 감소세는 1952년에 400번 고속도로가 철도 노선과 나란히 지어지면서 계속 이어졌고, 이에 따라 1955년 오로라역에는 하루 8대의 열차만 정차하였다. 여객열차는 1972년에 캐나다 내셔널 철도가 토론토와 배리를 잇는 통근열차를 5주 동안 시범으로 운행하기 전까지 거의 운행이 중단되었다. 통근열차는 호응을 얻었지만 오로라를 오가는 통근열차는 1974년에야 운행이 재기되었다. 이 열차는 배리 불릿 (Barrie Bullet) 열차로 알려졌는데, 토론토와 배리를 오가는 열차가 오로라역에 하루 한 편씩 정차하였다. 캐나다 내셔널 철도는 1976년에 VIA 철도에 여객열차 운행권을 넘겨주고 VIA 철도는 1977년에 별도의 공기업이 되었다. VIA 철도는 1981년 예산 감축 직전까지 배리 불릿 열차를 운행하였으며 예산 감축 이듬해에 GO 트랜싯이 대신 운행하였다.
오로라역은 100년도 넘는 기존 역사를 아직까지 쓰고 있는 배리선의 몇 안 되는 역으로, 1971년에 온타리오주 문화유산으로 지정되고, 1990년에는 연방 문화유산으로도 지정되었다. 지난 수십 년 동안 승객 수와 열차 운행 횟수가 줄어들었으나, 메트로링스가 CN으로부터 선로를 매입하면서 확장 공사가 이루어지고 있다. 배리선 열차 운행 횟수는 점차 늘어나고 있으며, 토론토에서 오로라까지 복선화하여 운행 횟수를 계속 늘릴 계획이다. 이와 동시에 주차 공간도 확장하고 철도 신호 체계를 개선하고, 두 승강장을 연결하는 지하도를 짓는 등 현대화 공사가 계속 이루어지고 있다.
2012년 8월 21일, GO 트랜싯은 이 역에 정차하는 모든 GO와 YRT 버스를 위해 버스 회차점을 새로 지었다.

## 역 구조
오로라역은 직원이 상주하는 유인역으로, GO 트랜싯 매표소는 평일 오전 5시 10분부터 오후 6시 45분까지, 주말과 공휴일에는 오전 9시 40분부터 오후 5시 15분까지 개장하고, 나머지 시간대에는 무인으로 운영한다. 매표소에서는 프레스토 카드를 연령층에 맞춰서 설정하거나 기본 출발 및 도착역을 설정하여 하차태그를 하지 않아도 자동으로 정산할 수 있도록 할 수 있다. 이 외에도 통근열차 티켓 구매나 카드 충전은 역에 있는 자동판매기에서 할 수 있다. 프레스토 카드가 없는 경우에는 신용카드나 체크카드를 단말기에 태그해 요금을 정산할 수도 있고, 스마트폰에서 GO 트랜싯 홈페이지에 들어가 이티켓 (e-ticket)을 구매할 수도 있다.
이 역에는 또한 대합실, 화장실, 와이파이, 공중전화가 있으며, 승강장에는 눈과 비를 피할 수 있는 쉼터가 있고, 겨울에는 난방도 된다. 역 건물과 승강장, 열차 내부는 휠체어 승객도 이용할 수 있다. 오로라역에는 주차장이 세 곳이 있는데, 역 동쪽에 있는 주차장에는 242대 규모의 주차 공간이 있고, 역 서쪽에 293대, 주차타워에는 847대의 주차 공간이 있다. 세 주차장 모두 최대 48시간까지 무료 주차가 가능하다. 오로라역을 자주 이용하는 승객들은 사전에 주차 공간을 예약할 수 있으며, 오로라역까지 합승해서 오는 승객들을 위한 카풀 전용 주차 공간도 있다. 또한 오로라역으로 마중 나오는 차량들을 위한 정차 공간도 동쪽 주차장에 마련되어있다.
이 외에도 역으로 자전거를 타고 오는 승객들을 위한 자전거 거치대가 있으며, 역 동쪽에 있는 버스 승강장에는 GO 트랜싯 광역버스와 YRT 시내버스가 정차한다.

## 운행 계통
2023년 6월 기준 배리선 열차는 토론토 방면 평일 오전에 8회 운행하며, 반대 방향으로는 평일 오후에 앨런데일 워터프론트 방면 7대, 브래드퍼드 방면 열차가 1대 정차한다. 주말에는 토론토와 앨런데일 워터프론트 방면 열차가 6대씩 정차한다. 나머지 시간대에는 유니언역 버스 터미널에서 이 역이나 이스트귈림버리역까지 가는 버스가 운행하며, 이후 오로라역이나 이스트귈림버리역에서 배리까지 가는 버스로 갈아탈 수 있다.
배리선은 나중에 복선 전철화가 되는 대로 통근열차 운행 횟수가 늘어나게 되며, 매일 상시 운행을 목표로 두고 있다.

## 버스 연결편
오로라역에서 이용할 수 있는 버스 노선은 아래와 같다. GO 트랜싯과 요크 지역 시내버스 간 환승 시 환승 할인이 적용되며 시내버스 요금은 차감되지 않는다.

### GO 트랜싯
| 노선 | 노선            | 노선                | 종점             | 종점 | 종점                 | 경유지 | 기준일          | 비고 |
| ---- | --------------- | ------------------- | ---------------- | ---- | -------------------- | --- | --------------- | ---- |
| 65   | 뉴마켓 / 토론토 | Newmarket / Toronto | 이스트귈림버리역 | ↔    | 유니언역 버스 터미널 | - 토론토 방면: 웰링턴 / 404번 · 유니언역 버스 터미널 - 이스트귈림버리 방면: 뉴마켓역 · 이스트귈림버리역                                                                     | 2023년 6월 24일 |      |
| 65C  | 뉴마켓 / 토론토 | Newmarket / Toronto | 오로라역         | ↔    | 유니언역 버스 터미널 | 웰링턴 / 404번 · 유니언역 버스 터미널 | 2023년 6월 24일 |      |
| 65E  | 뉴마켓 / 토론토 | Newmarket / Toronto | 이스트귈림버리역 | ↔    | 유니언역 버스 터미널 | - 토론토 방면: 킹시티역 · 메이플역 · 러더퍼드역 · 유니언역 버스 터미널 - 이스트귈림버리 방면: 뉴마켓역 · 이스트귈림버리역                                                   | 2023년 6월 24일 |      |
| 65F  | 뉴마켓 / 토론토 | Newmarket / Toronto | 오로라역         | ↔    | 유니언역 버스 터미널 | 킹시티역 · 메이플역 · 러더퍼드역 · 유니언역 버스 터미널 | 2023년 6월 24일 |      |
| 68   | 배리 / 뉴마켓   | Barrie / Newmarket  | 배리 버스 터미널 | ↔    | 오로라역             | 뉴마켓역 · 이스트귈림버리역 · 영 / 마운트앨버트 · 브래드퍼드역 · 배리 / 닥터스 · 영 / 킬라니비치 · 영 / 빅토리아 · 배리 사우스역 · 앨런데일 워터프론트역 · 배리 버스 터미널 | 2023년 6월 24일 |      |

### 요크 지역 교통
| 노선 | 노선          | 노선         | 종점             | 종점 | 종점                                                      | 경유지 | 비고 |
| ---- | ------------- | ------------ | ---------------- | ---- | --------------------------------------------------------- | --- | --- |
| 32   | 오로라 사우스 | Aurora South | 스톤 / 베이뷰    | ↔    | 매클렐런 / 배서스트                                       | 남쪽 오로라역 웰링턴 / 영 웰링턴 / 배서스트 케네디 / 머레이 머레이 / 영 알로라 / 영 헨더슨 / 볼드윈 매클렐런 / 배서스트 북쪽 오로라역 베이뷰 / 스톤                   | 평일 출퇴근 시간대에 운행 |
| 33   | 웰링턴        | Wellington   | 웰링턴 / 머레이  | ↔    | 스테이트팜 (평상시)웰링턴 / 404번 환승 주차장 (러시 아워) | 동쪽 오로라역 웰링턴 / 베이뷰 레슬리 / 웰링턴 스테이트팜 웰링턴 / 404번 환승 주차장 (평일 러시 아워에만 정차) 서쪽 오로라역 웰링턴 / 머레이                           | 월-토 운행. 평일 출퇴근 시간대에 한해 역 안에 진입. 나머지 시간대에는 웰링턴에서 승차. 평일 러시 아워에 한해서 404번 / 웰링턴 운행. 나머지 시간대에는 스테이트팜 보험사에 종착. |
| 33A  | 웰링턴        | Wellington   | 웰링턴 / 머레이  | ↔    | 세인트존스 / 얼 스튜어트                                  | 동쪽 오로라역 (평일 러시 아워에역 안으로 진입) 존 웨스트 / 웰링턴 세인트존스 / 얼 스튜어트 서쪽 오로라역 (평일 러시 아워에역 안으로 진입) 웰링턴 / 영 웰링턴 / 머레이 | 월-토 운행. 평일 출퇴근 시간대에 역 안에 진입. 나머지 시간대에는 웰링턴에서 승차.                                                                                               |
| 54   | 베이뷰        | Bayview      | 이스트귈림버리역 | ↔    | 빅토리아 / 웰링턴                                         | 남쪽 오로라역 빅토리아 / 웰링턴 북쪽 오로라역 베이뷰 / 세인트존스 베이뷰 / 멀록 메인 / 데이비스 이스트귈림버리역                                                      | 월-토 운행. 역 밖의 웰링턴 스트리트 정류장에서 승차. |

이 외에도 평일 오전 5시 30분부터 9시 30분까지, 오후 4시부터 8시까지 오로라역 근처에 사는 주민들은 수요 응답형 차량을 이용할 수 있다. 수요 응답형 차량을 이용하고자 하는 승객은 모빌리티 온 리퀘스트 (Mobility On-Request) 앱을 통해 자신이 가고자 하는 주소를 입력해 차량을 예약할 수 있으며, 출발 최소 15분 전에 예약해야 한다. 요금은 일반 YRT 요금과 동일하며, 프레스토 카드, YRT 페이 앱, 트랜싯 (Transit) 앱, 신용카드, 체크카드, 현금을 통해 지불할 수 있다.

## 인접한 역
| 메트로링스 뉴마켓선             | 메트로링스 뉴마켓선 | 메트로링스 뉴마켓선 |
| ------------------------------- | ------------------- | ------------------- |
| 뉴마켓 앨런데일 워터프론트 방면 | GO 트랜싯 배리선    | 킹시티 유니언 방면  |